# مانغا رياضية

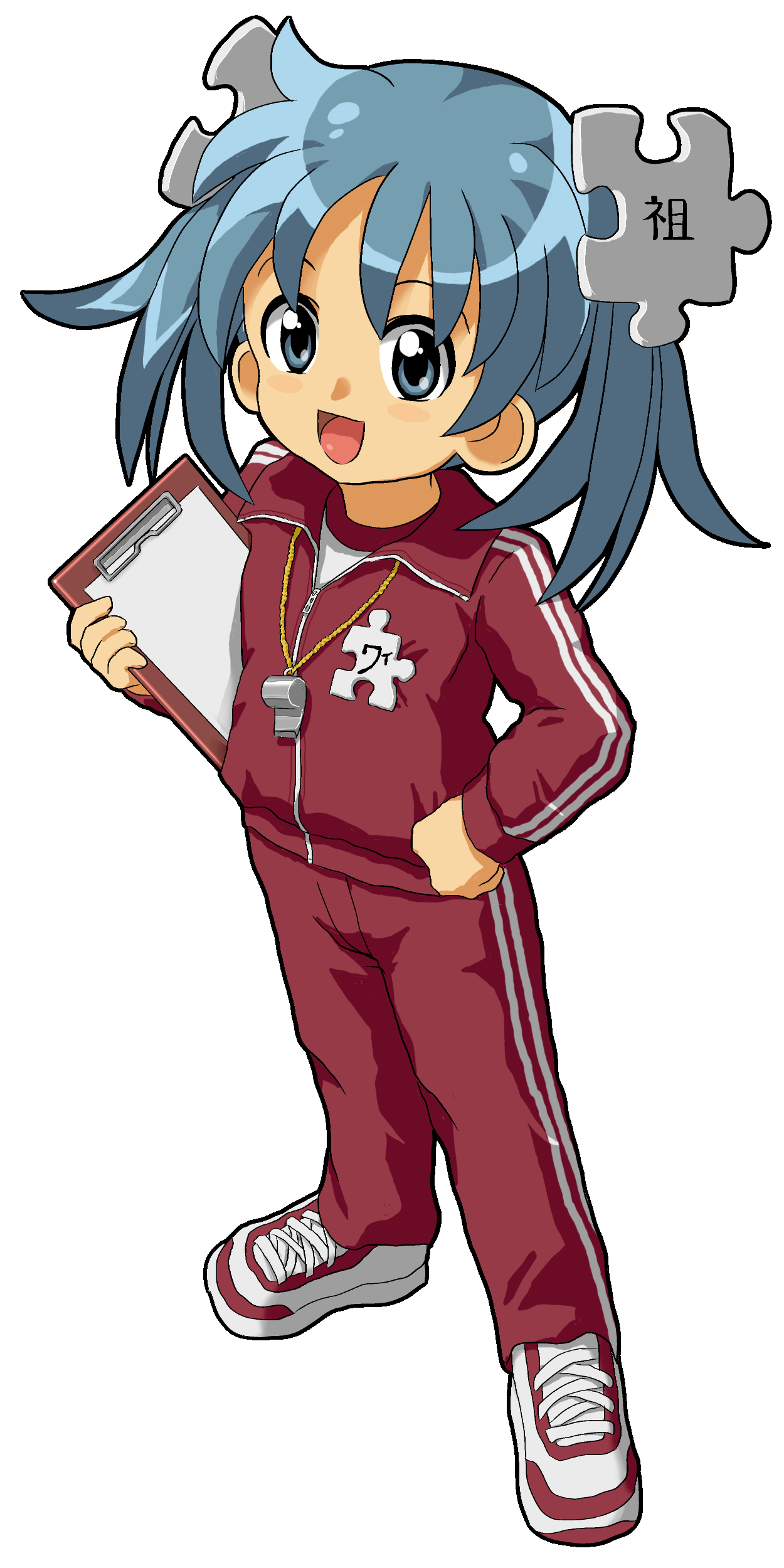
ويكيبي-تان بملابس رياضية (الرسم الياباني للمانجا والأنمي)

المانغا الرياضية هي نوع من المانغا واللأنمي اليابانية تركز على القصص التي تتضمن الرياضة وغيرها من الأنشطة الرياضية والتنافسية.على الرغم من أن الرسوم المتحركة اليابانية التي تصور الرياضة ظهرت في وقت مبكر من عشرينيات القرن الماضي،إلا أن المانغا الرياضية لم تظهر كفئة منفصلة حتى أوائل الخمسينيات من القرن الماضي.اكتسبت المانغا الرياضية شهرة كبيرة أثناء وبعد دورة الألعاب الأولمبية الصيفية لعام 1964 في طوكيو. يُشار إلى أنها من بين أكثر أنواع المانغا والأنمي شيوعًا ويُنسب إلى المانغا الرياضية تقديم رياضات جديدة إلى اليابان وتعميم الرياضات الحالية.